# Баш-Беркутово
Бе́ркутово (рос. Беркутово, башк. Бөркөт) — присілок у складі Кугарчинського району Башкортостану, Росія. Входить до складу Максютовської сільської ради.
Населення — 2 особи (2010; 3 в 2002).
Національний склад:
- росіяни — 33%
- татари — 67%